# 木兰藤
木兰藤（学名：Austrobaileya scandens）属被子植物木兰藤目，为木兰藤科（Austrobaileyaceae）木兰藤属下已知唯一种，是生长在澳大利亚昆士兰湿热带地区的特有种。

## 分类
1981年的克朗奎斯特分类法将木兰藤科放在木兰目中，1998年根据基因亲缘关系分类的APG 分类法认为无法将本科放入任何一目，只能直接放在被子植物分支之下，2003年经过修订的APG II 分类法新设立了一个木兰藤目。